# Équipe cycliste Java Kiwi Atlántico
L'équipe cycliste Java Kiwi Atlántico est une équipe cycliste espagnole, bissaoguinéenne puis venezuelienne, ayant le statut d'équipe continentale depuis 2019.

## Histoire de l'équipe
En février 2024, la fédération internationale annonce que la formation ne pourra plus être enregistrée comme équipe UCI et ne pourra plus participer à aucune compétition régie par l'UCI jusqu'au 31 décembre 2028, « suite à la découverte de potentielles irrégularités dans la gestion de l’équipe, avec notamment de fausses déclarations et la production de faux documents ». En outre, le directeur sportif Enrique Salgueiro écope d'une amende et est interdit de toute activité dans le sport cycliste jusqu'à cette même date tandis que le représentant de l'équipe Gerardo Guzmán a son interdiction jusqu'au 31 décembre 2025,.

## Classements UCI
L'équipe participe aux épreuves des circuits continentaux et en particulier de l'UCI America Tour. Les tableaux ci-dessous présentent les classements de l'équipe sur les différents circuits, ainsi que son meilleur coureur au classement individuel.
UCI America Tour
| UCI America Tour | UCI America Tour       | UCI America Tour                          | UCI America Tour |
| Année            | Classement par équipes | Meilleur coureur au classement individuel |                  |
| ---------------- | ---------------------- | ----------------------------------------- | ---------------- |
| 2020             | 9e                     | Yurgen Ramírez (176e)                     |                  |
| 2021             | 13e                    | -                                         |                  |
| 2022             | 10e                    | Roberto González (201e)                   |                  |
|                  |                        |                                           |                  |
| Source : UCI     |                        |                                           |                  |

UCI Europe Tour
| UCI Europe Tour | UCI Europe Tour        | UCI Europe Tour                           | UCI Europe Tour |
| Année           | Classement par équipes | Meilleur coureur au classement individuel |                 |
| --------------- | ---------------------- | ----------------------------------------- | --------------- |
| 2019            | -                      | Andréas Miltiádis (572e)                  |                 |
| 2020            | -                      | Andréas Miltiádis (399e)                  |                 |
| 2021            | -                      | Andréas Miltiádis (545e)                  |                 |
| 2022            | -                      | Andréas Miltiádis (447e)                  |                 |
|                 |                        |                                           |                 |
| Source : UCI    |                        |                                           |                 |

L'équipe est également classée au Classement mondial UCI qui prend en compte toutes les épreuves UCI et concerne toutes les équipes UCI.
| Classement mondial | Classement mondial     | Classement mondial                        | Classement mondial |
| Année              | Classement par équipes | Meilleur coureur au classement individuel |                    |
| ------------------ | ---------------------- | ----------------------------------------- | ------------------ |
| 2019               | 170e                   | Andréas Miltiádis (782e)                  |                    |
| 2020               | 110e                   | Andréas Miltiádis (484e)                  |                    |
| 2021               | 125e                   | Andréas Miltiádis (687e)                  |                    |
| 2022               | 96e                    | Andréas Miltiádis (572e)                  |                    |
|                    |                        |                                           |                    |
| Source : UCI       |                        |                                           |                    |

## Java Kiwi Atlántico en 2022
| Cycliste            | Date de naissance | Nationalité | Équipe 2021                     |  |
| ------------------- | ----------------- | ----------- | ------------------------------- |  |
| Nikiforos Arvanitou | 13 janvier 2003   | Grèce       |                                 |  |
| Juan Belandria      | 21 juillet 1997   | Venezuela   | Gios                            |  |
| José Bruzual        | 21 janvier 1996   | Venezuela   | Gios                            |  |
| Xavier Cañellas     | 16 mars 1997      | Espagne     | Gios                            |  |
| Louis Contal        | 26 août 1998      | France      |                                 |  |
| Jatniel Figueroa    | 22 juillet 1996   | Venezuela   | Gios                            |  |
| Alessio Gasparini   | 21 octobre 1998   | Italie      |                                 |  |
| Roberto González    | 21 mai 1994       | Panama      | Vini Zabù                       |  |
| Gaizka Gurrutxaga   | 28 novembre 2000  | Espagne     |                                 |  |
| Yuki Ishihara       | 5 avril 1997      | Japon       | Team Ukyo                       |  |
| Tomoya Koyama       | 18 juillet 1998   | Japon       | Team Ukyo                       |  |
| Barry Miller        | 5 décembre 1988   | États-Unis  | Cambodia Cycling Academy (2020) |  |
| Andréas Miltiádis   | 30 août 1996      | Chypre      | Gios                            |  |
| Soh Narumi          | 13 novembre 1997  | Japon       |                                 |  |
| Edwin Torres        | 14 février 1997   | Venezuela   |                                 |  |
| George Whitmarsh    | 20 avril 1998     | Royaume-Uni |                                 |  |